# Thrapston
Thrapston este un oraș în comitatul Northamptonshire, regiunea East Midlands, Anglia. Orașul se află în districtul East Northamptonshire a cărui reședință este.